# تشارلز هوبكينسون
تشارلز هوبكينسون (بالإنجليزية: Charles Hopkinson)‏ هو رسام أمريكي، ولد في 27 يوليو 1869، وتوفي في 16 أكتوبر 1962.